# Zhang Linli
Zhang Linli (chiń. upr. 张林丽; chiń. trad. 張林麗; pinyin Zhāng Línlì; ur. 6 marca 1973) – chińska lekkoatletka specjalizująca się w biegach długodystansowych.

## Sukcesy sportowe
| Rok  | Miasto        | Zawody                      | Konkurencja     | Wynik         |
| ---- | ------------- | --------------------------- | --------------- | ------------- |
| 1992 | Seul          | Mistrzostwa świata juniorów | bieg na 3000 m  | złoty medal   |
| 1993 | Manila        | Mistrzostwa Azji            | bieg na 3000 m  | srebrny medal |
| 1993 | Stuttgart     | Mistrzostwa świata          | bieg na 3000 m  | srebrny medal |
| 1993 | Szanghaj      | Igrzyska Azji Wschodniej    | bieg na 3000 m  | srebrny medal |
| 1993 | San Sebastián | Puchar świata w maratonie   | bieg maratoński | 2. miejsce    |
| 1994 | Hiroszima     | Igrzyska azjatyckie         | bieg na 3000 m  | złoty medal   |

## Rekordy życiowe
- bieg na 1500 metrów – 3:57,46 – Pekin 11/09/1993
- bieg na 2000 metrów – 5:35,16 – Pekin 12/09/1993
- bieg na 3000 metrów – 8:16,50 – Pekin 13/09/1993 (były rekord świata, dwukrotnie poprawiony tego samego dnia,  najpierw przez Qu Yunxia, a następnie przez Wang Junxia)
- bieg na 5000 metrów – 15:35,70 – Tangshan 26/09/1991
- bieg na 10 000 metrów – 31:16,28 – Pekin 08/09/1993
- bieg maratoński – 2:24:42 – Tiencin 04/04/1993